# Janet Woollacott
Janet Woollacott ou Janette Woollacott, née Janet Edith Woollacott le 4 novembre 1939 à Carlton dans le Nottinghamshire et morte le 11 novembre 2011 à Clamart dans les Hauts-de-Seine, est une danseuse et chanteuse française d'origine britannique. Ayant exercé à l'Olympia, elle y côtoie de grands artistes de l'époque : Claude François, dont elle restera l'unique épouse, et Gilbert Bécaud, avec qui elle aura une fille, Jennifer Bécaud.

## Biographie

### Carrière de danseuse
Janet Woollacott, fille de Leonard Arthur Woollacott et de Clarice Edith Burton, est danseuse dans les célèbres clubs dansants de la Côte d'Azur, notamment avec l'orchestre du Sporting Monte-Carlo, où en 1959 elle fait la connaissance de Claude François, alors batteur.

### Mariage avec Claude François
Elle épouse Claude François le 5 novembre 1960 à la mairie de Monaco en présence des proches et des amis musiciens. Les témoins sont Rolland Chakour, un proche des François, et Renaud Schulze, un des musiciens de l'orchestre de Louis Frosio. Sur les conseils de Sacha Distel et de Brigitte Bardot, le couple monte à Paris en 1961 et emménage dans un appartement à Montmartre. Leurs rapports, cependant, sont loin d'être sereins. Claude François est si jaloux et possessif qu'elle finit par se détacher de lui. 

### Liaison avec Gilbert Bécaud
En 1962, alors que son mari tente d'accéder à la notoriété (son disque Nabout Twist a fait un bide), Janet Woollacott  est engagée comme danseuse à l'Olympia dans les ballets d'Arthur Plasschaert. C'est là qu'elle fait la connaissance de Gilbert Bécaud qui, séparé de son épouse Monique Nicolas, entreprend de la séduire. Pour le suivre, elle se sépare bientôt de son époux qui, ironie du sort, devait devenir la nouvelle idole des jeunes quelques semaines plus tard avec la chanson Belles, belles, belles. Le divorce ne sera prononcé qu'au bout de cinq ans, le 13 mars 1967. Claude vit mal cette rupture, qui lui aurait inspiré sa chanson Je sais parue en 1964. Cependant les relations du trio finiront par s'apaiser, Bécaud et Janet venant ensemble féliciter dans sa loge de l'Olympia en septembre 1964 un Claude François épris de France Gall.

### Carrière de chanteuse
Après ses débuts comme danseuse, Janet Woollacott entame une carrière de chanteuse dans les années 1970-1980 (Bénie soit la pluie, Le chocolat, etc.), puis d'écrivain.
Sous le pseudonyme de Janet, en duo avec son troisième mari, Jean Sarrus, elle chante en 1970, pour la première fois, Je t’aime… normal et Super-gangsters, écrits par Gérard Rinaldi, avant de se lancer en solo, en 1972, avec les deux chansons Bénie soit la pluie et Le chocolat aux côtés de son quatrième époux, le compositeur Dominique Perrier. Avec ce dernier, elle compose et interprète en anglais Mama et The dream pour le film Adieu blaireau de Bob Decout, sorti en 1985.
À partir de 1994, elle collabore avec Stone Age, groupe au sein duquel évolue son mari Dominique Perrier, interprétant régulièrement quelques chansons sur les albums du groupe.
Elle est également créditée pour l'écriture de textes et le chant sur deux albums du groupe Space Art fondé par Dominique Perrier, Play Back, en 1980, et Space Art Tribute - Dominique Perrier Project, en 2011.

### Vie privée
En 1968, Gilbert Bécaud et Janet Woolacott ont une fille, Jennifer Bécaud, qui deviendra plus tard la chanteuse Jennifer Kay. C'est la seule descendance que Janet aura. La relation du couple durera quatre ans. 
Janet se remariera ensuite plusieurs fois : avec le producteur Jean-Paul Barkoff, puis avec le comédien Jean Sarrus, membre des Charlots, et enfin avec le compositeur Dominique Perrier.
Elle décède le vendredi 11 novembre 2011 à l'âge de 72 ans et est enterrée au cimetière de Clamart dans les Hauts-de-Seine.

### Mémoires
Vingt ans après la mort de son premier époux, elle écrit, en sa mémoire, avec Christine Reynolds un ouvrage intitulé Claude François, les années oubliées, publié en 1998. Elle y raconte ses années de vie commune avec le chanteur et son ascension vers la gloire, qu'elle a suivie deux ans durant.

## Discographie
- 1970 : Je t’aime… normal et Super-gangsters, en duo avec Jean Sarrus (Vogue).
- 1972 : Bénie soit la pluie (Sugar me) et Le chocolat (Motors/Discodis).
- 1985 : Mama et The dream, bande originale du film Adieu blaireau (Ariola).